# Urepel (monte)
Urepel es un monte de Navarra.

## Descripción
El monte se encuentra en las inmediaciones de la localidad de Leiza, perteneciente a la comunidad autónoma española de Navarra. Aparece descrito en el decimoquinto volumen del Diccionario geográfico-estadístico-histórico de España y sus posesiones de Ultramar de Pascual Madoz con las siguientes palabras:

UREPEL: monte de Navarra, part. jud. de Pamplona, valle de Basaburua Menor, á cuyo N. y dist. de 1 1/2 leg. de Leiza se halla el punto céntrico del mismo. Cria algun arbolado y matas bajas.
(Madoz, 1849, p. 225)